# 1975–1976-os magyar jégkorongbajnokság
A 39. első osztályú jégkorongbajnokságban négy csapat indult el. A mérkőzéseket 1975. november 24. és 1976. február 21. között a Kisstadionban és a Megyeri úti jégpályán rendezték meg.
Február 11-én egy Budapest Volán SC - BVSC találkozót a Millenárison játszották le. A meccs a Volán javára 4:3-ra végződött.
A szezon megkezdése előtt a Ferencváros játékosai bejelentették, hogy nem hajlandók tovább Jakabházy László edzővel együtt dolgozni. A játékosok nagy része le is állt az edzésekkel, így a vezetés kénytelen volt megválni a trénertől, aki a Budapest Volán csapatában folytatta pályáját.

## OB I. 1975/1976
|    | Csapat       | M  | GY | D | V  | GK     | Pont |
| -- | ------------ | -- | -- | - | -- | ------ | ---- |
| 1. | Ferencváros  | 18 | 14 | 2 | 2  | 123-49 | 30   |
| 2. | Újpest Dózsa | 18 | 11 | 4 | 3  | 84-54  | 26   |
| 3. | BVSC         | 18 | 3  | 3 | 12 | 48-96  | 9    |
| 4. | Bp. Volán SC | 18 | 3  | 1 | 14 | 54-110 | 7    |

## A bajnokság végeredménye
1. Ferencvárosi TC

2. Újpest Dózsa

3. BVSC

4. Budapesti Volán SC

## A Ferencváros bajnokcsapata
Balogh Tibor, Deák Miklós, Enyedi Ferenc, Farkas András, Fekete István, Földváry László, Gacsal István, Hajzer János, Hajzer Tibor, Havrán Péter, Kereszty Ádám, Kovács Antal, Krasznai János, Ladányi Gábor, Mészöly András, Muhr Albert, Póth János, Rasztovszky László, Schilling Péter, Szabó Gábor
Edző: Rajkai László

## A bajnokság különdíjasai
- Az évad legjobb ifjúsági korú játékosa (Leveles Kupa): Kiss Tibor (Központi Sportiskola)